# 邹澜
邹澜（1973年7月—），中国人民银行党委委员、副行长。邹澜长期在中国人民银行工作，复旦大学毕业后进入货币政策司，2003年在金融市场司设立后调入该司。邹澜在金融市场司先后任同业市场处副处长、房地产金融处处长、副巡视员、副司长，参与了中国银行间市场的改革和房地产金融、互联网金融等领域的风险处置，2019年7月升任司长。2022年5月，邹澜改任货币政策司司长。2025年2月，邹澜先后被任命为中国人民银行党委委员、副行长。